# Internationale Friedensfahrt 2003
Die 56. Internationale Friedensfahrt (Course de la paix) war ein Straßenradrennen, das vom 9. bis 17. Mai 2003 ausgetragen wurde.
Die 56. Auflage der Internationalen Friedensfahrt bestand aus 9 Einzeletappen und führte auf einer Gesamtlänge von 1552 km von Olomouc über Wałbrzych nach Erfurt.
Mannschaftssieger war CCC Polsat ( Polen). Der beste Bergfahrer war Arkadiusz Wojtas aus der Mannschaft CCC Polsat ( Polen).
Insgesamt waren 127 Radrennfahrer am Start. Bis zu 8 Fahrer pro Team sind erlaubt.
Teilnehmer waren:
| Teams                              | Teams                                     |
| ---------------------------------- | ----------------------------------------- |
| CCC Polsat ( Polen)                | Team Telekom ( Deutschland)               |
| Team CSC ( Dänemark)               | Lampre ( Italien)                         |
| Team Gerolsteiner ( Deutschland)   | Palmans Collstrop ( Belgien)              |
| Alessio ( Italien)                 | Mercatone Uno-Scanavino ( Italien)        |
| Mroz ( Polen)                      | Ed’ System ZVVZ ( Tschechien)             |
| Team Wiesenhof ( Deutschland)      | Saturn Cycling Team ( Vereinigte Staaten) |
| Servisco-Koop ( Polen)             | Joko Velamos ( Tschechien)                |
| National Team Russland ( Russland) | Flanders-Iteamnova ( Russland)            |

## Details
| Ergebnis | Ergebnis         | Ergebnis      | Ergebnis           | Ergebnis |
| -------- | ---------------- | ------------- | ------------------ | -------- |
| Erster   | Steffen Wesemann | ø 39,6 km/std | Team Telekom ()    |          |
| Zweiter  | Ondřej Sosenka   |               | CCC Polsat ()      |          |
| Dritter  | Tomáš Konečný    |               | Ed’ System ZVVZ () |          |

| Etappe     | Start – Ziel              | Etappensieger                    | Etappen- länge | Fahrzeit |
| ---------- | ------------------------- | -------------------------------- | -------------- | -------- |
| 01. Etappe | Rund um Olomouc           | Danilo Hondo (Team Telekom )     | 111 km         | 2:38:25  |
| 02. Etappe | Uničov – Opava            | Danilo Hondo (Team Telekom )     | 155 km         | 3:58:39  |
| 03. Etappe | Krnov – Polanica-Zdrój    | Steffen Wesemann (Team Telekom ) | 189 km         | 5:06:08  |
| 04. Etappe | Kłodzko – Wałbrzych       | Ondřej Sosenka (CCC Polsat )     | 175 km         | 4:37:36  |
| 05. Etappe | Jawor – Zielona Góra      | Thomas Bruun Eriksen (Team CSC ) | 213 km         | 5:09:37  |
| 06. Etappe | Krosno – Frankfurt (Oder) | Andrea Moletta (MUS. )           | 147 km         | 3:20:41  |
| 07. Etappe | Lübben – Naumburg         | Bartosz Huzarski (Mroz )         | 214 km         | 5:28:25  |
| 08. Etappe | Freyburg – Klingenthal    | Tomáš Konečný (ESZ. )            | 187 km         | 4:46:19  |
| 09. Etappe | Bad Elster – Erfurt       | Enrico Degano (MUS. )            | 161 km         | 4:05:59  |